# Pobereże (Żurawno)
Pobereże (ukr. Побережжя) – dawna wieś, od 1927 część miasta Żurawna (obecnie osiedle typu miejskiego) na Ukrainie, w obwodzie lwowskim. Rozpościera się nad Dniestrem, na północ od centrum Żurawna.
Dawniej jednostkowa gmina wiejska, za II RP w powiecie żydaczowskim województwa stanisławowskiego. Liczba mieszkańców w 1921 roku wynosiła 1282. Rozporządzeniem Rady Ministrów z dnia 15 lutego 1927 gminę Pobereże włączono do Żurawna